# Voorletter

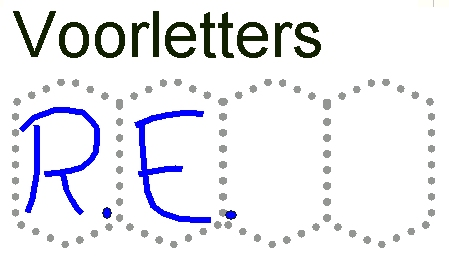
Invulvelden voor voorletters

Een voorletter is een afkorting van een voornaam, die in adressering veel wordt gebruikt. De voorletters geven in combinatie met de achternaam meestal een duidelijk onderscheid tussen leden van hetzelfde gezin of dezelfde familie. Een voorletter wordt gevolgd door een punt en een spatie, daarachter komt eventueel het tussenvoegsel en dan de achternaam. De voorletters maken deel uit van de initialen van de persoon. Sommigen gebruiken het begrip voorletter ook voor andere namen, zoals van bedrijven, plaatsnamen of wegen.

## Meerdere voorletters
Vaak hebben mensen meerdere voorletters, maar die worden niet altijd gebruikt. Tussen verschillende voorletters worden in de regel geen spaties gezet. In NAW-gegevens (Naam, Adres, Woonplaats) worden veelal voorletters gebruikt, maar soms wordt hierin de gehele voornaam ingevuld. Het grootste aantal voorletters dat iemand in Nederland of België heeft is onbekend, maar vijf is niet echt bijzonder, met als voorbeeld Hans van Mierlo, die H.A.F.M.O. als voorletters had, en zes komt ook voor, getuige politica Lousewies van der Laan, die L.W.S.A.L.B laat noteren. Een cricketspeler uit Sussex heette J.E.B.B.P.Q.C.E. Dwyer (8 voorletters) en een in november 1973 geboren speler uit de Engelse Football League heet A.P.D.T.F.D.S.G.G.S.J. Oatway (11 voorletters). Alfons Maria van Spanje had er 88, zijn overgrootvader 10, zijn grootvader 17 en zijn vader 12.

## Personen met algemeen bekende voorletters
Van sommige mensen zijn de voorletters heel bekend. Voorbeelden zijn de heer G.B.J. Hiltermann en schrijver A.F.Th. van der Heijden, van wie de website eenvoudigweg www.afth.nl heet. Ook Karel Albert Rudolf Bosscha was veel bekender met zijn voorletters: K.A.R. Bosscha. Voormalig minister-president Jan Peter Balkenende wordt vaak aangeduid met zijn voorletters J.P., ook wel geschreven als Jeepee of Jépé. Ook is J.K. Rowling erg bekend. De P. in Drs. P is de initiaal van zijn achternaam Polzer en dus geen voorletter. Bij andere mensen heeft de tweede voorletter een ongewone nadruk gekregen, zoals bij Wim T. Schippers, naar eigen zeggen in navolging van Willem O. Duys. Boris Dittrich voegt de O. (van Ottokar) in als tweede voorletter op de boeken die hij publiceert. Heel bekend zijn ook Ollie B. Bommel, Alfred J. Kwak en Peter R. de Vries. Een overbekend, speciaal geval is Annie M.G. Schmidt. Bij de voormalige Amerikaanse president George W. Bush werd de W. als tweede voorletter vermeld om duidelijk te maken dat het om junior ging. In Amerika is het wel heel gebruikelijk dat van een van de twee voornamen (de meeste mensen daar hebben een first name en een middle name) alleen de voorletter wordt gebruikt, zoals van John F. Kennedy, J. Edgar Hoover en L. Ron Hubbard. Zo niet van O.J. Simpson of van B.A. Baracus.

## Voorletters die samen een naam vormen
Van enkele mensen is bekend dat ze voorletters hebben gekregen die (bedoeld of niet) samen een (nieuwe) naam vormen. Een bijzonder geval is de constructie waarbij de voorletters gelijk zijn aan de eerste voornaam: Taco A.C.O. (die overigens een broer heeft die Harm A.R.M. heet. Hun vader was rekenaar en in opleiding tot wiskundige). Anderen hebben voorletters waarvan de uitspraak samen weer een (nieuwe) naam is, zoals B.A. (Bea), C.A. (Cea), G. (Gé), G.A. (Gea), K.P. (Kapé), L.A. (Ella), L.I. (Elly), L.N. (Ellen), L.S. (Elles), M. (Em), M.A. (Emma), M.I. (Emmy), N.I. (Enny), T.O. (Theo), T.A. (Thea), enzovoort. Ook kan de combinatie met een tussenvoegsel weer een voornaam opleveren, zoals A. te (Ate), I. van (Ivan), I. te (Ite), P. ter (Peter), S. ter (Esther) enzovoort.

## Chocoladeletters en e-mailadressen
De chocoladeletters en banketletters die men met sinterklaas elkaar cadeau doet, hebben overwegend betrekking op de eerste voorletter van de ontvanger.
Veel e-mailadressen worden gevormd door een of meer voorletters in combinatie met de achternaam en eventueel het tussenvoegsel. Of er tussen deze elementen wel of geen punten komen is met name voor bedrijven vaak een bewuste keuze. Als de zo geconstrueerde naam (voor het apenstaartje) bij deze provider al bestaat wordt veelal gesuggereerd hieraan nog een nummer toe te voegen. Een voorbeeld van een zo ontstaan e-mailadres is: hdegroot01@boekenkist.nl.

## Katholieke namen en gemeentelijke administratie
In katholieke kringen in Nederland is het een gebruik om kinderen drie voornamen te geven, waarvan de laatste vrijwel altijd Maria is, ongeacht het geslacht. Zodoende is hun derde voorletter een M.
Voorletters zijn geen onderdeel van de gegevens in de GBA (gemeentelijke adresbestanden van Nederland). Hierin worden uitsluitend de volledige voornamen opgenomen. Bedrijven en instanties die deze gegevens van de gemeente overnemen, dienen zelf de voorletters te beheren. Vaak worden deze automatisch uit de voornamen afgeleid. Hierdoor worden de dubbele voorletters genegeerd.

## Dubbele voorletters
In sommige families is een afkorting met slechts één letter per voornaam niet eenduidig. In dat geval kunnen bij adressering twee of meer letters vermeld worden. In officiële documenten wordt wel altijd één letter per voornaam gebruikt. Voorbeelden hiervan zijn: 
- Adr. voor Adriaan, Adriana, Adrianus
- Chr. voor Chris, zoals in Chr. Muller,[3] Christa, Christel, Christi, Christiaan, Christiane, Christianne, Christina, Christine, Christo, Christoffel, Christophe, Christus, zoals in 'voor Chr.' en na Chr., etc.
- Fr. voor François, zoals bij drs. Fr. de Mari[4]
- Fred. voor Fredrik, in Fred. Olsen, een veerdienst[5]
- IJ. voor IJf, IJp, IJsbrand
- Jac. (ook Jacq.) voor Jacob of Jacques, zoals bij Jac. P. Thijsse (Jacobus Pieter Thijsse)
- Joh. voor Johan, Johann, Johanna, Johannes etc., zoals in Joh. Enschedé en C.Joh. Kieviet
- Ph. voor Phebe, Phien, Philicia, Philip, Philipp (zoals bij C.Ph.E. Bach), Philippa, Philippus, Phillip, Phillippine, Philomeen, Philomena, Philomène etc.
- St. voor Steven, bijvoorbeeld in St. van den Brink[6]
- Th. voor Thaïs, Thalia, Thea, Theo, Theodoor, Theodora, Theodorus, Theofiel, Thera, Thérèse, Theresia, Thessa, Theunis, Thibaut, Thieu, Thijs, Thirza, Thom, Thomas, Thoon, Thor, Thorben etc.
- Tj. voor Tjalle, Tjalling, Tjapko, Tjarda, Tjeerd, Tjerk, Tjibbe, zoals in Tj. van der Woude,[7] Tjitske, Tjitze, zoals in Tjitze de Jong, Tjor etc.

## Trivia
- Toen Xandra Reemer in Sint-Michielsgestel bij de zusters op school kwam, moest ze daar gedwongen afstand doen van haar 'duivelse voorletter'. Xandra werd Sandra.
- De voorletters van Joseph Luns waren formeel J.A.M.H., maar op zijn 18e liet hij ze wijzigen in J.M.A.H.
- De voorletter J. van J. Robert Oppenheimer staat volgens sommigen voor 'Julius', naar zijn vader, maar hijzelf zei eens dat de J. nergens voor stond. De FBI hield het op 'Julius' of op 'Jerome'. Bij de volkstelling van 1920 was het 'Robert J. Oppenheimer'.
- De Amerikaanse president Harry S. Truman had geen tweede voornaam, maar alleen de voorletter S. Hetzelfde geldt voor Ulysses S. Grant.
- Ondertekent men een brief met (bijvoorbeeld) Harry Smit, dan is er alle kans dat het antwoord geadresseerd wordt aan H. Smit. Over het algemeen wordt dan ook aangeraden erop te letten dat de personen binnen een gezin verschillende voorletters hebben.
- De voorletters van stadhouder Willem Frederik en zijn echtgenote Albertine Agnes zijn in de Prinsentuin in Groningen te zien in de vorm van geknipte heggetjes.
- Het getal in de naam Thermae 2000 is gebaseerd op de eerste voorletter M. van de beide oprichters M.A.M. Jaspars en M.H.W. Verschuur. MM is 2000 in Romeinse cijfers.
- Oud-president-directeur van Philips Frans Otten nam zelf de telefoon vaak op met zijn voorletters P.F.S.
- De na de eerste avond op televisie door de VOO aangevraagde C-status wordt afgewezen omdat de voorletters van veel leden niet overeenkomen met de gegevens van de dienst Kijk- en Luistergeld.
- In Nederland wordt het tussenvoegsel met een kleine letter geschreven als er voorletters (of een ander deel van de naam) voor staan. Aan het begin van de naam, dus als er geen voorletters of ander deel van de naam voor staan, wordt de eerste letter van het tussenvoegsel een hoofdletter. Zie ook de Nederlandse spelling van achternamen. In België is dit vaak niet het geval.